# Zopirión

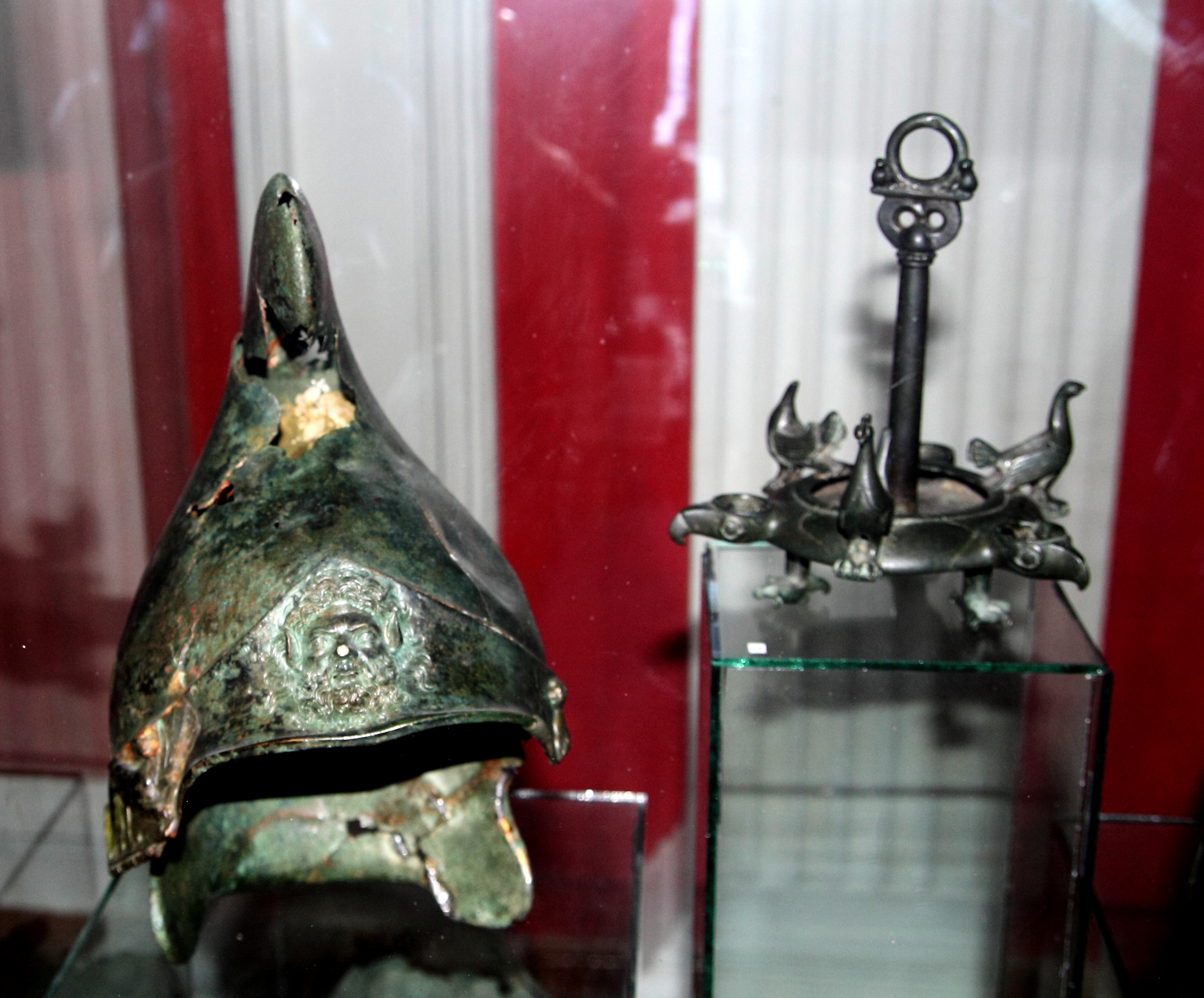
Artefactos del tesoro de Olănești, compuesto de objetos perdidos durante la expedición de Zopirión. Museo Nacional de Historia de Moldavia.

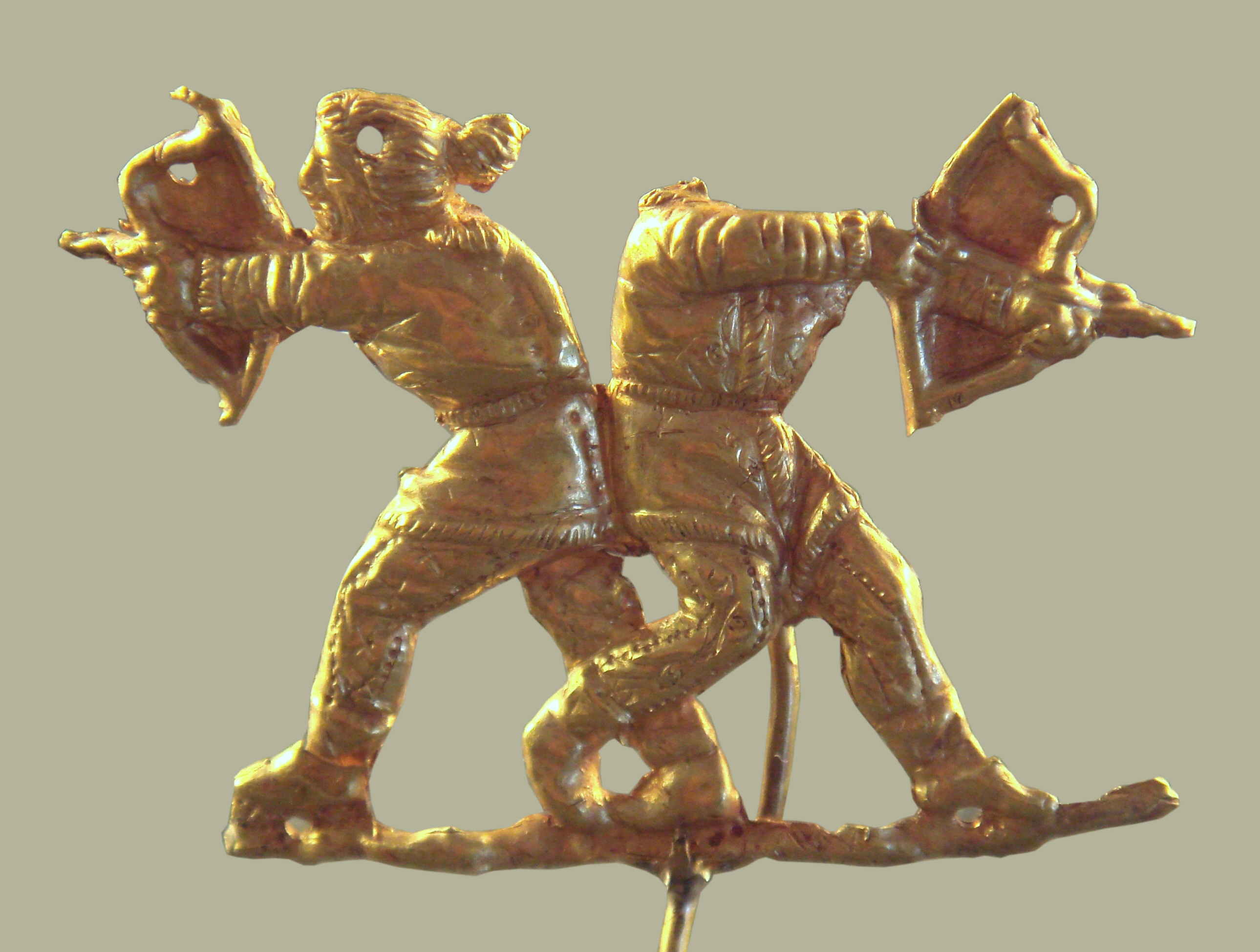
Escitas disparando flechas en una figura de Panticapeo (Kerch), siglo IV a. C.

Zopirión (Ζωπυρίων: f. 331 a. C.) fue un general macedonio, hecho gobernador de Tracia o del Ponto por Alejandro Magno. En 331 a. C. dirigió una invasión de las tierras escitas, «pensando que si no lo intentaba, sería estigmatizado como indolente».
Con este propósito reunió una fuerza de treinta mil soldados, con los que marchó a lo largo de la costa del mar Negro y asedió Olbia, una colonia de Mileto (que había sido tomada por Alejandro en 334 a. C.). Pero los olbianos "dieron la libertad a sus esclavos, concedieron derechos de ciudadanía a extranjeros, emitieron letras de cambio y por lo tanto, lograron sobrevivir al asedio". Además, entraron en alianza con los escitas. Curcio Rufo menciona que una gran tormenta en el mar que devastó la flota macedonia. Zopirión, que carecía de recursos para continuar el sitio, decidió retirarse. En el camino de vuelta, su ejército fue destruido por las constantes incursiones de los escitas. La derrota fue probablemente consumada más allá del Danubio a manos de los getas y los tribalios en venganza por los estragos que provocó Alejandro en sus tierras en el año 335 a. C. Zopirión murió con sus hombres.
Alejandro Magno conoció su destino por una carta enviada por Antípatro desde Macedonia, junto con las muertes de Agis, rey de Esparta, en Grecia, y de Alejandro, rey de Epiro, en Italia. Alejandro Magno «se vio afectado por diversas emociones, pero sentía más alegría al enterarse de la muerte de dos reyes rivales, que dolor por la pérdida de Zopirión y sus tropas».
Esta será la única invasión macedonia inexitosa durante la vida de Alejandro, sin contar la campaña de Calas contra Bas de Bitinia.